# Le Matricule des anges
Le Matricule des anges est un magazine de littérature indépendant diffusé à 7 000 exemplaires[réf. nécessaire], en kiosques et dans certaines librairies, dans toute la France, mais aussi en Belgique, en Suisse et au Québec. 

## Historique
Lancé en 1992 par une équipe de jeunes journalistes animée par Thierry Guichard, et basé à Montpellier, son premier numéro, alors vendu au prix de quinze francs, sort en novembre, autour d'un dossier sur « l'année Goldoni », à l'occasion du bicentenaire de la mort du dramaturge italien,.
Trimestriel, puis bimestriel, à ses débuts, Le Matricule des anges traite essentiellement de l'actualité littéraire. Fin 2003, il devient mensuel et sa nouvelle formule privilégie les portraits d'auteurs et la parole des écrivains. Il ne contient aucune publicité et fonctionne en grande partie grâce à la fidélité de ses abonnés.
Fin 2019, Le Matricule des anges inaugure la nouvelle version de son site internet proposant un accès à l'ensemble de ses archives numérisées, soit plus de 13000 articles.

## Contenu
Le magazine est constitué principalement d'entretiens avec des écrivains et des éditeurs, d'articles de fond, de critiques de romans, d'essais, de pièces de théâtre et de recueils de poésie. On n'y parle que peu des best-sellers, la préférence étant accordée aux auteurs pas nécessairement connus du grand public.
Le journal revendique « ne parler que de littérature » : « Nous considérons que la littérature nous est nécessaire. Qu’elle n’est pas un loisir mais un apprentissage permanent de la vie, ou de ce que la vie pourrait être. Qu’elle est le lieu où s’exprime de l’indicible en même temps que de la pensée, des émotions, des pulsions ».

## Collaborateurs
Thierry Guichard en est le directeur de publication et Philippe Savary le rédacteur en chef. Vivian Cribier gère le site internet. Le Matricule des Anges accueille régulièrement des contributions extérieures, comme Valérie Bénaïm, journaliste, ou Éric Naulleau, animateur de télévision, éditeur et écrivain. Le romancier Éric Holder (1960-2019) a lui aussi collaboré avec la revue. En 2022, l' éditeur Le Dilettante publie le recueil posthume de ses chroniques parues dans Le Matricule des anges de 1996 à 2012 sous le titre L’Anachronique,.